# Chronologie du métro et tramway de Lyon
 (janvier 2021).
Si vous disposez d'ouvrages ou d'articles de référence ou si vous connaissez des sites web de qualité traitant du thème abordé ici, merci de compléter l'article en donnant les références utiles à sa vérifiabilité et en les liant à la section « Notes et références ».
Pour un article plus général, voir Histoire du métro de Lyon.
À cause du manque d'informations détaillées, seuls le tramway moderne est inclus.

## Avant 1970
| Date             | Ligne     | Évènement                                       |
| ---------------- | --------- | ----------------------------------------------- |
| 3 juin 1862      | R. Terme  | Ouverture du Funiculaire de la rue Terme        |
| 8 août 1878      | St Just   | Ouverture du Funiculaire de Saint-Just          |
| 12 avril 1891    | C‑P       | Ouverture du Funiculaire de Croix-Paquet        |
| 6 décembre 1900  | St Paul   | Ouverture du Funiculaire Saint-Paul - Fourvière |
| 6 décembre 1900  | Fourvière | Ouverture du Funiculaire de Fourvière           |
| 28 février 1901  | St Just   | Fermeture du Funiculaire de Saint-Just          |
| 25 décembre 1937 | St Paul   | Fermeture du Funiculaire Saint-Paul - Fourvière |
| 29 avril 1958    | St Just   | Réouverture du Funiculaire de Saint-Just        |
| 31 décembre 1967 | R. Terme  | Fermeture du Funiculaire de la rue Terme        |

## Années 1970
| Date            | Ligne             | Évènement                                                    |
| --------------- | ----------------- | ------------------------------------------------------------ |
| 3 juillet 1972  | C‑P               | Fermeture du Funiculaire de Croix-Paquet                     |
| 6 décembre 1974 | Ligne C           | Ouverture entre Croix-Paquet et Croix-Rousse                 |
| 28 avril 1978   | Ligne A · Ligne B | Inauguration des lignes                                      |
| 2 mai 1978      | Ligne A           | Ouverture entre Perrache et Laurent Bonnevay                 |
| 2 mai 1978      | Ligne B           | Ouverture entre Charpennes et Part-Dieu                      |
| 2 mai 1978      | Ligne C           | Prolongement de Croix-Paquet à Hôtel de Ville - Louis Pradel |

## Années 1980
| Date             | Ligne   | Évènement                             |
| ---------------- | ------- | ------------------------------------- |
| 14 décembre 1981 | Ligne B | Prolongement de Part-Dieu à Jean Macé |
| 8 décembre 1984  | Ligne C | Prolongement de Croix-Rousse à Cuire  |

## Années 1990
| Date             | Ligne   | Évènement                                           |
| ---------------- | ------- | --------------------------------------------------- |
| 4 septembre 1991 | Ligne D | Ouverture entre Gorge de Loup et Grange Blanche     |
| 31 août 1992     | Ligne D | Automatisation de la ligne                          |
| 11 décembre 1992 | Ligne D | Prolongement de Grange Blanche à Gare de Vénissieux |
| 28 avril 1997    | Ligne D | Prolongement de Gorge de Loup à Gare de Vaise       |

## Années 2000
| Date              | Ligne    | Évènement                                                 |
| ----------------- | -------- | --------------------------------------------------------- |
| 4 septembre 2000  | Ligne B  | Prolongement de Jean Macé à Stade de Gerland              |
| 2 janvier 2001    | Ligne T1 | Ouverture entre Perrache et IUT - Feyssine                |
| 2 janvier 2001    | Ligne T2 | Ouverture entre Perrache et Porte des Alpes               |
| 27 octobre 2003   | Ligne T2 | Prolongement de Porte des Alpes à Saint-Priest - Bel-Air  |
| 15 septembre 2005 | Ligne T1 | Prolongement de Perrache à Montrochet                     |
| 5 décembre 2006   | Ligne T3 | Ouverture entre Gare Part-Dieu - Villette et Meyzieu Z.I. |
| 20 avril 2009     | Ligne T4 | Ouverture entre Jet d'Eau et Hôpital Feyzin - Vénissieux  |

## Années 2010
| Date              | Ligne                                     | Évènement                                                                                           |
| ----------------- | ----------------------------------------- | --------------------------------------------------------------------------------------------------- |
| 9 août 2010       | Ligne Rhônexpress                         | Ouverture entre Gare Part-Dieu - Villette et Aéroport de Lyon Saint-Exupéry                         |
| 29 août 2011      | Funiculaire de Lyon · Ligne F1 · Ligne F2 | Le Funiculaire de Saint-Just et Funiculaire de Fourvière sont numérotés                             |
| 17 novembre 2012  | Ligne T5                                  | Ouverture entre Grange Blanche et Parc du Chêne, desserte ponctuelle entre Parc du Chêne et Eurexpo |
| 2 septembre 2013  | Ligne T4                                  | Prolongement de Jet d'Eau à La Doua - Gaston Berger                                                 |
| 11 décembre 2013  | Ligne B                                   | Prolongement de Stade de Gerland à Gare d'Oullins                                                   |
| 19 février 2014   | Ligne T1                                  | Prolongement de Montrochet à Debourg                                                                |
| 10 juin 2014      | Ligne T3                                  | Prolongement de Meyzieu Z.I. à Meyzieux - Les Panettes                                              |
| 1er décembre 2015 | Ligne T3                                  | Ouverture de la station Parc Olympique Lyonnais                                                     |
| 22 novembre 2019  | Ligne T6                                  | Ouverture entre Debourg et Hôpitaux Est - Pinel                                                     |

## Années 2020
| Date             | Ligne    | Évènement                                                       |
| ---------------- | -------- | --------------------------------------------------------------- |
| 5 octobre 2020   | Ligne T5 | La desserte entre Parc du Chêne et Eurexpo devient régulière    |
| 1er février 2021 | Ligne T7 | Ouverture entre Vaulx-en-Velin - La Soie et Décines - OL Vallée |
| 24 mars 2021     | Ligne T2 | Prolongement de Perrache à Hôtel de Région - Montrochet         |

## Prolongements futurs
| Date    | Ligne   | Évènement                                                           |
| ------- | ------- | ------------------------------------------------------------------- |
| Mi-2023 | Ligne B | Prolongement de Gare d'Oullins à Saint-Genis-Laval Hôpital Lyon Sud |